# 15-й отдельный гвардейский танковый полк прорыва
15-й отдельный гвардейский танковый полк прорыва — воинское подразделение Вооружённых сил СССР в Великой Отечественной войне.
Сокращённое наименование — 15-й гв. оттп.

## Формирование и организация
Сформирован в октябре 1942 г. на основании Директивы НКО № 1104913 от 12.10.1942 г. в Московском АБТ Центре (Костерево — Ногинск).
26.12.42 года, в присутствии военного атташе Китайской Народной Республики, полк проводит показательные учения, демонстрируя мастерство вождения и меткость в стрельбе. Факт примечательный, учитывая несколоченность экипажей. В этот же день приказом АБТЦКА № 705445 полк передается в распоряжение командующего Донским Фронтом генерал-лейтенанта К. К. Рокоссовского.
27.12.42 года, в торжественной обстановке, в присутствии всего личного состава, командиру полка подполковнику Туренкову вручается знамя полка и гвардейские значки, после чего полк приводится к присяге.
На следующий день, 28.12.1942 года полк переводится на снабжение по 1-й категории и приступает к погрузке на эшелоны. Пункт назначения — станция Качалино Сталинградской области. Танкистам полка предстояло принять участие в разгроме окруженной сталинградской группировки.
13 февраля 1944 г. Директивой ГШКА № Орг/3/305995 от 28.02.1944 г. переформирован в 15-й гв. тяжелый танковый полк.

## Подчинение
В составе действующей Армии:
- с 25.12.1942 по 02.02.1943
- с 15.02.1943 по 05.05.1943
- с 14.06.1943 по 09.02.1944
- с 01.07.1944 по 09.05.1945

| Дата            | Фронт (округ)            | Армия             | Корпус                          | Дивизия | Бригада |
| --------------- | ------------------------ | ----------------- | ------------------------------- | ------- | ------- |
| 01.11.1942 года | ?                        | ?                 |                                 |         |         |
| 01.12.1942 года | Московский Военный Округ |                   |                                 |         |         |
| 01.01.1943 года | Дальневосточный фронт    | -                 |                                 |         |         |
| 01.02.1943 года | Дальневосточный фронт    | 21 Армия          |                                 |         |         |
| 01.03.1943 года | Центральный фронт        | -                 |                                 |         |         |
| 01.04.1943 года | Центральный фронт        | -                 |                                 |         |         |
| 01.05.1943 года | Центральный фронт        |                   |                                 |         |         |
| 01.06.1943 года | Московский Военный Округ |                   |                                 |         |         |
| 01.07.1943 года | ?                        | ?                 |                                 |         |         |
| 01.08.1943 года | Воронежский фронт        | -                 | 2-й танковый корпус             |         |         |
| 01.09.1943 года | Воронежский фронт        | 40-я Армия        | 2-й танковый корпус             |         |         |
| 01.10.1943 года | Воронежский фронт        | 40-я Армия        | 8-й гвардейский танковый корпус |         |         |
| 01.11.1943 года | 1-й Украинский фронт     | 40-я Армия        | 8-й гвардейский танковый корпус |         |         |
| 01.12.1943 года | РВГК                     | -                 | 8-й гвардейский танковый корпус |         |         |
| 01.01.1944 года | РВГК                     | -                 | 8-й гвардейский танковый корпус |         |         |
| 01.02.1944 года | РВГК                     | -                 | 8-й гвардейский танковый корпус |         |         |
| 01.03.1944 года | Московский Военный Округ | -                 | -                               |         |         |
| 01.04.1944 года | Московский Военный Округ | -                 | -                               |         |         |
| 01.05.1944 года | Московский Военный Округ | -                 | -                               |         |         |
| 01.06.1944 года | Московский Военный Округ | -                 | -                               |         |         |
| 01.07.1944 года | 1-й Прибалтийский фронт  | -                 | -                               |         |         |
| 01.08.1944 года | 1-й Прибалтийский фронт  | 51-я Армия        | -                               |         |         |
| 01.09.1944 года | 1-й Прибалтийский фронт  | 51-я Армия        | -                               |         |         |
| 01.10.1944 года | 1-й Прибалтийский фронт  | 51-я Армия        | -                               |         |         |
| 01.11.1944 года | 1-й Прибалтийский фронт  | 51-я Армия        | -                               |         |         |
| 01.12.1944 года | 1-й Прибалтийский фронт  | 51-я Армия        | -                               |         |         |
| 01.01.1945 года | 1-й Прибалтийский фронт  | 51-я Армия        | -                               |         |         |
| 01.02.1945 года | 1-й Прибалтийский фронт  | 51-я Армия        | -                               |         |         |
| 01.03.1945 года | 2-й Прибалтийский фронт  | 51-я Армия        | -                               |         |         |
| 01.04.1945 года | Курляндская группа войск | -                 | -                               |         |         |
| 01.05.1945 года | Курляндская группа войск | 1-я Ударная Армия | -                               |         |         |

## Боевой и численный состав полка
Сформирован по штату № 010/266.
В целях усиления мощи танковых частей с 15 января 1943 года в тяжелые танковые полки дополнительно вводились взвод автоматчиков, численностью 33 человека и 32 ППШ;
Директивой ГШКА № Орг/3/305512 от 13.02.1944 г. переведен на штат № 010/460 (танки ИС-2).
По штату полк состоял из четырёх танковых рот (в каждой по 5 машин), роты автоматчиков, роты технического обеспечения, взвода управления, саперного и хозяйственного взводов и полкового медицинского пункта (ПМП).
Каждый полк должен был иметь 90 офицеров, 121 человек сержантского состава и 163 человек рядового состава. Всего — 374 человека личного состава и 21 танк ИС 2, включая танк командира, 3 английских БТР Универсал и 1 БА-64.
14 мая 1942 года полк прибывает в Горький, где приступает к доукомплектованию. 22 мая полк получает новую матчасть в количестве 21 танка МК-4 «Черчилль»
Численный состав:
| дата       | объединение | Личный состав | Типы танков (исправных/неисправных) | Всего | Примечание                        |
| 28.12.1942 | ДФ          | 219           | 21 КВ                               | 21    | ЦАМО РФ. ф. 38, оп. 11373, д. 150 |
| 09.06.1943 |             | 245           | 21 МК IV                            | 21    | ЦАМО РФ. ф. 38, оп. 11373, д. 150 |

## Боевой путь

### 1943
6.01.1943 года танкисты выгружаются на станции Качалино. В тот же день, 6 января, полк своим ходом совершает 33-километровый марш до станции Песковатка, где поступает в распоряжение командующего 65 Армии генерала Павла Ивановича Батова и приступает к приведению матчасти в порядок. Личному составу категорически запрещено покидать расположение полка.
Для прорыва немецкой обороны у Казачий Курган в направлении Карповка, 15 гв. ттп. придается 173 сд (1311 сп — командир майор Гасанов Вели Азизович, 1313 сп — командир майор Бойцов Александр Герасимович, 1315 сп — командир майор Ермоленко Илларион Степанович). Девятого января комполка, совместно с командирами полков 173 сд, лично проводит рекогносцировку и с учётом расположения выявленных средств ПТО противника, принимает решение наступать одним боевым эшелоном. Основной удар было решено наносить силами 2-й и 4-й танковых рот. На правом фланге, 2-я тр во взаимодействии с 1311 сп прорывает оборону противника в районе выс. 117.6 и наступает в направлении выс. 109.1. 4 тр, также во взаимодействии с 1311 сп, наступает вдоль западного края балки Взрубная в 300 метрах левее 2 тр. 1-я тр — резерв, наступает за 2 и 4 танковыми ротами, обеспечивает им огневую поддержку и отражает возможную контратаку справа, из р-на Дмитриевка. 3-я тр во взаимодействии с 1313 сп прорывает оборону противника юго-западнее Казачий Курган и наступает в стороне от остальных рот, вдоль восточного края балки Взрубная и дороги на Карповку. Ближайшая задача всех рот — выход к отметке 89.7. Рота техобеспечения расположилась в балке Максимкина. Комполка — с 1-й танковой ротой. Сосед справа, наступающий на Дмитриевку и выс. 129,0 — 1 гв. ттпп.
Рубежом атаки был выбран двухкилометровый участок между высотами 117.6 и 122.1. Этот участок обороны удерживался частями немецкой 376 пд и сводными отрядами 13 и 14 танковых и 29 моторизованной дивизии. Всего на карте участка атаки, на расстоянии 2 км от переднего края, отмечено наличие у противника 12 танков, за которыми располагался резерв численностью до батальона пехоты. Противотанковые орудия отмечены: около 2 батарей на южных скатах выс. 117.6, семь орудий на северном конце балки Взрубная, одна батарея на южных скатах выс. 126.7 (Казачий Курган). На правом фланге полосы наступления отмечена батарея шестиствольных минометов.
10 января, в 8.05 утра танки, под прикрытием артиллерийского огня, ближе подходят к переднему краю немецкой обороны. В 8.55, по сигналу «Родина», танковые роты обгоняют пехоту и ведут подавление огневых точек противника. Пехота не продвигалась в течение 40 минут и танки полка, по личной инициативе комполка Туренкова, 5 раз задним ходом возвращались за залегшей пехотой. Лишь в 9.40 полки 173 сд (1311-й и 1313-й) поднялись и устремились вперед.
Ворвавшись на позиции немцев, экипажи «огнем и гусеницами» принялись уничтожать живую силу и технику противника. Наградные листы доносят до нас отдельные эпизоды боя. Один танк давит два блиндажа и сминает орудие вместе с расчетом. Гранатами, брошенными из другого танка, уничтожены ещё два блиндажа. Удачно пущенным снарядом третий «КВ» разбивает легковую машину с пытавшимися удрать тремя немецкими офицерами. Четвёртый вступает в дуэль с немецкой зениткой и разбивает её. Пятый «КВ» давит орудие ПТО, сминает два блиндажа и две пулеметные точки. Шестой танк разбивает два средних танка.
К концу дня полк вышел к балке Взрубная, пройдя половину пути до Карповки. Из 21 танка 2 танка взорвались на минах, 3 танка сгорело, 4 танка подбиты. Потери полка в личном составе составили 22 человека убитыми и 12 ранеными (цифры приведены на основании приказов № 44 и 46 об исключении из списков полка и отправке в госпиталь). При этом, огнем и гусеницами уничтожено 3 танка, 40 орудий, 45 дзотов, 50 пулеметов. Захвачено 15 танков, около 100 автомашин и 14 пленных, в том числе 1 офицер.
11.1.1943 года в 14:00 полк снова переходит в атаку в направлении Карповка, поддерживая наступление полков 173 СД.
В течение 12.1.1943 года полк ведет бой по уничтожению огневых точек противника и в вечеру выходит к пяти курганам /отметка +2.3/, что менее трех километров севернее Карповки. Танки пополняют боекомплект и заправляются горючим в балке Рассыпная. До Карповки остается чуть более четырёх километров.
13 января 1943 года, в 7:00 4-я рота гв. ст. л-та Коротченко, в составе пяти «КВ», при поддержке частей 173 сд, «умелым и дерзким манёвром» врывается в Карповку. Согдасно ЖБД 21-й Армии за январь 1943, бой за Карповку ещё в ночь на 13.1.45 начали полки 96-й СД /1381, 1384, 1389 СП/.
В ходе боя за село танки 4-й роты разбивают 4 танка противника и до 10 орудий ПТО, при этом не потеряв ни одной машины. В бою за Карповку комроты Коротченко получает легкое ранение.
С выходом на восточную окраину Карповки, танки полка до подхода стрелковых частей огнем с места завязывают бой за Жирноклеевку. В Карповке захвачено 15 немецких танков. К слову, ЖБД 21-й Армии говорит о 18-ти неисправных немецких танках, захваченных в Карповке 13 января.
В 15.00 13 января 1943 года приказом командарма 65-й Армии Батова полк выводится из боя и передается 21-й Армии.
14 января 1943 года полк занимается приведением матчасти в порядок и эвакуацией подбитых танков.
На 14 января, из 21 машины, 5 танков были безвозвратно потеряны (№ 21108, 211114, 21194, 211875 и 211120), 2 танкам требовался капитальный ремонт, а 9-ти — текущий и средний. Боеготовыми на 14.1.1943 года оставалось 5 танков.
15 января 1943 года, на основании личного приказа зам. командарма 21-й Армии, полк в составе пяти танков придается 252 СД и в 12:00 того же дня приступает к выполнению боевой задачи по преследованию и уничтожению противника восточнее Карповка. Танки продвигаются на восток вдоль балки Яблоневая. К 6:00 16.1.45 полк перерезает железную дорогу Бирюзовый — Гумрак в районе пруд Цементный — Поселок № 12, восточнее высоты 156.1, откуда 17 и 18.1. пятью танками ведет бой с места. Всего за 10 дней полк прошел 30 километров ценой 16-ти танков сгоревших и подбитых. Основные потери как в матчасти так и личном составе (9 танков сгорело и подбито и 34 танкиста убито и ранено) были понесены 10 января, в первый день наступления.
За успешное выполнение операции по взятию немецкого узла обороны Карповка, командование 65 армии и командир 173 сд Аскалепов Василий Семенович (1900—1948 гг, командир дивизии с ноября 42-го) объявили благодарность всему личному составу 15 гв. ттп. В благодарности отмечены энергичные действия танковых экипажей и их хорошее взаимодействие с полками 173 сд, что обеспечило выполнение боевой задачи с минимальными потерями в людях и матчасти.
Вечером 13.06.1943, двумя эшелонами, 15-й ОГТТПП прибывает с полученной в Горьком матчастью на ж/д станцию Уразово, где поступает в распоряжение 2-го ТК. 17-18.6.43 для командного состава корпуса проводятся ознакомительные лекции о ТТХ танков «Черчилль». К слову, с полученными в мае-июне 43-го частями, корпус пройдет до самой Победы.
Как следует из Книги приказаний по полку, весь июнь полк занимается боевой подготовкой. Отдельные дни выделяются для отдыха, помывки и стирки белья. Проводятся занятия по стрельбе из танковых орудий и личного оружия, вождению, радиосвязи, опознавательным сигналам земля-воздух. Танковые экипажи проходят медосмотр, командный состав заполняет списки экипажей. Вечером 25.06 личному составу прочитана лекция «Боевой путь корпуса».
6.7.1943 полк занимается приведением танков в полную боевую готовность и укладкой грузов на транспортные машины.
В 1:00 7.7.1943 года был поднят по тревоге и получил задачу: совместно с частями 2 ТК к «к исходу 7.7.43г. сосредоточиться в районе ПОГОРЕЛОВКА, САФОНОВКА, КОШМАНОВКА, иметь танковые засады силою не менее танковой роты в ПОГОРЕЛОВКА, САФОНОВКА, КОШМАНОВКА. Штаполк — южная окраина САФОНОВКА».
В 2:00 полк, в составе 21 танка МК-4 «Черчилль», одного танка «КВ», взвода управления, взвода автоматчиков, взвода техобеспечения, выступил по маршруту: КУКУЕВКА, АМБАРНОЕ, ХАТНЕЕ, ЗАРУБИНКА, ОЛЬХОВАТКА, ЗЕМЛЯНКИ, БОГДАНОВКА, СИДОРОВКА, КЛЕНОВЕЦ, БАХТЕЕВКА, КОРОЧА.
Протяженность маршрута составляла порядка 150 километров. Танки МК-4 «Черчилль» показали, что они способны совершать марши на большие расстояния. Несмотря на сильную жару, пыль, личный состав полка с задачей справился, особенно 2-я рота гвардии капитана ИВАШИНА. Во время совершения марша, воздействию авиации полк не подвергался.
К 18.00 7.7.1943 года полк сосредоточился на восточной окраине д. Сафоновка и занял оборону. 5 танков на тот час числились отставшими по техническим неисправностям.
В Корочу полк вошел в 1.00 ночи 8.07.43 в составе 15 «Черчиллей». Как следует из оперсводки № 23, «6 машин находятся в пути по техническим неисправностям.»
Спустя 2 часа после прибытия в Корочу, в 3.00 8.7.43, полк получает приказ совершить новый, 50-километровый марш по маршруту Короча-Кощеево-Хмелевое-Хороший-Призрачное-Бахтеевка. Скорость движения — 15 км/час. Дистанция между танками — 50 м, между ротами — 100 м.
На 8.30 8.7.43 полк, совершив марш, сосредоточился в дер. Бахтеевка в количестве 15 «черчиллей». Из технических неисправностей, повлекших отставание остальных 6 машин, в боевом донесении указаны «пробитие прокладки головки блока, отказ механизмов управления». Обеспеченность полка на утро 8.7.43 составляла 3 боекомплекта, 3 заправки горючего, 5 сутодач продовольствия. После совершения 200-километрового марша танки требовали профилактического осмотра, а экипажи нуждались в отдыхе, однако, ввиду сложившейся обстановки, ни то, ни другое не представлялось возможным. Кроме того, полк не имел времени на подготовку к ведению боевых действий.
В 10:00 полк получает устный боевой приказ комкора ПОПОВА А.Ф.: занять исходное положение для атаки противника в направлении БЕЛЕНИХИНО-ПОКРОВКА. Боевая задача дня — совместными действиями с 26 ТБр, к исходу 8.7.43 овладеть ПОКРОВКА.
Командир полка А. С. Туренков решил: атаковать противника одним эшелоном с 4-й ротой в резерве. Тщательно замаскировав танки, командир полка с командирами рот, танков и старшими механиками-водителями вышли на рекогносцировку направления действий полка.
Как следует из боевого донесения № 4, в 10.30 полк в количестве 15 танков занимает исходный рубеж — опушка леса западнее д. Грушки. Там полк в светлое время суток будет стоять 4 часа, ожидая приказа на атаку. Таким подарком не замедлят воспользоваться немецкие летчики. При выходе с исходных позиций экипажи подверглись массированному авиаудару авиации противника, в результате которого, согласно боевому донесению № 6, «2 танка „Черчилль“ сгорели, 2 танка подбито и требуют ремонта в течение одних суток, убитых нет, ранено 5 человек в том числе командир полка».
По утверждению современных историков (Л. Лопуховский, В.Замулин), людей, без всякого сомнения досконально изучивших события тех дней, на этом участие полка в контратаке 2 тк заканчивается. Однако, имеются документальные свидетельства того, что полк в неполном составе, совместно с 2 тб 99 тбр и несколькими танками 169 тбр, встретив сильный огонь с высот 258,2 и 224,5 спустился в восточную часть Яра Заслонный, где занял удобные позиции. (ЦАМО, ф.59 тбр, оп.1, д.6, л. 22 об.) Далее в том же документе идет речь об огневом бое наших (99 тбр и 10 танков 169 тбр и 15 гв. ттпп) танков и артиллерии с танками и артиллерией противника с условиях ожесточенных налетов немецкой авиации, который продлился до поздней ночи.
Из боевого донесения № 5 командиру 2 танкового корпуса: «8.7.1943 в 14.40 полк вступил в атаку, результаты боя неизвестны» Подпись начштаба Фракова.
Выдержка из наградного листа командира танка № 68301 гв. лейтенанта Лаптева Павла Яковлевича, 1920 г.р.:
«Тов. ЛАПТЕВ лично сам уничтожил в бою 8.7.43 г. два пулеметных гнезда с прислугой».
Стоит особо отметить повышенную активность немецкой авиации в день нашего неудачного наступления. Как следует из фондов 99 тбр /59 гв. тбр/,"в период с 14.00 до 19.00 8.7.43 зарегистрировано около 425 самолёто-вылетов (авиации противника). Наша авиация активности не проявляла. … Примерно к 18.00 вечера 8 июля 1943 г. налеты превратились в беспрерывную атаку с воздуха". (ЦАМО, ф.59 тбр, оп.1, д.6, л. 21). Читая эти строки, невольно ловишь себя на мысли, что перед тобой документ времен разгромного 41-го или летних оборонительных боев под Сталинградом.
В течение 9.7.43 полк активных боевых действий не вел, находясь в засаде юго-западная опушка леса у совхоза Сталинский, в готовности отразить контратаки танков противника в направлении свх. Сталинский — Сторожевое.
В этот день полк снова подвергся массированному налету вражеской авиации, в результате которого один танк МК-4 «черчилль» сгорел и один был разбит. Потери вличном составе — 6 человек убитыми.
На 18.00 9.7.43 полк, в составе 10 боеготовых машин, находился у свх. им. Сталина в готовности атаковать противника в направлении ИВАНОВСКИЙ ВЫСЕЛОК, понеся при этом следующие потери: «сгорела 1 машина „Черчилль“, без вести пропала 1 машина „Черчилль“ и личного состава 8 человек». (Согласно донесению из Дела о переписке по личному составу от 14.7, четверо танкистов из числа пропавших без вести вернутся в часть). В пути по-прежнему находятся 6 неисправных танков. К утру 10.7 число боеготовых танков увеличится до 14 за счет восстановленных на месте силами РТО и частью за счет отставших в пути.
Вечером 9 июля танковая дивизия СС «Лейбштандарт» получает боевую задачу на 10 июля: нанести удар из района юго-западнее Тетеревино при сосредоточении танковых сил вдоль рокадной дороги на северо-восток и занять Прохоровку.
Утро 10 июля началось с налета немецкой авиации (между 6.00 и 10.30), в результате которого прямым попаданием бомбы был уничтожен 1 «Черчилль» и убито 2 человека. По свидетельству историка В Замулина, бомбежка длилась более 3-х часов.
После окончания авианалета, в 10.45 на боевые порядки 2 батальона 285 сп двинулась усиленная 4 «тиграми» из 13 роты тяжелых танков боевая группа, (2 батальон 2 гренадерского полка тд СС «Лейбштандарт» под командованием майора Зандига, командир полка оберштурмбанфюрер Хуго Красс). Передний край обороны 2/285 сп был прорван и немцы попытались развить успех в направлении Сторожевого.
Дальнейший ход боя у Ивановский Выселок описан там же:
«Наблюдая за боем, генерал А. Ф. Попов понял: враг рвется в глубь обороны, к Сторожевому. Пытаясь приостановить продвижение танков противника, в 13.00 он отдает по радио приказ командиру своего резерва — 15-го гв. оттп: нанести удар по левому флангу бронетанковой группы противника, которая пыталась обойти Ивановский Выселок с юга и в направлении Сторожевой. Через полчаса из района севернее Виноградовка роты гвардейского полка боевым порядком „линия“ атаковали 2/2-го грп СС. Бой был ожесточенный и кровопролитный. Дрались советские танкисты храбро и отчаянно. Тринадцатью танками МК-4 полк атаковал эсэсовскую колонну, в голове которой шли „тигры“. 57-мм орудия „черчиллей“ оказались бессильны перед их броней. Качественное превосходство противника было неоспоримо. Оберштурмбанфюрер Х.Красс приказал немедленно развернуть на участке в 1 км юго-западнее х. Ивановский Выселок противотанковую артиллерию.» (ПТО были развернуты возле полчаса назад захваченных траншей первой линии обороны 1 роты 2 батальона 285 сп.)
Подробности атаки полка описаны в Отчете о боевых действиях полка за июль 1943 г. Согласно отчету, в 13:00 командир полка гв.подполковник ФРАКОВ получил радиоприказ комкора 2 ТК ПОПОВА А.Ф.: 15-му ТП всеми немедленно атаковать танки противника и мотопехоту, двигающиеся от Ивановский Выселок на Сторожевое.
К началу атаки полк имел 13 боеготовых танков МК-4 «черчилль» с полностью укомплектованными экипажами. Обеспеченность боеприпасами — 2 б/к (один б/к — в танках и один б/к — сложен возле танков; обеспеченность горючим — 2 заправки). До начала атаки, личным составом полка была проведена рекогносцировка направления атаки. Взаимодействия с авиацией, артиллерией и пехотными частями налажено не было.
Получив радиоприказ комкора, комполка ФРАКОВ решил: боевым порядком «ЛИНИЯ», атаковать танки и мотопехоту противника боевым приемом «КЛЕЩИ». По замыслу комполка, 1-я танковая рота гв. ст. лейтенанта КОРОЛЬКОВА Василия Ефимовича наносила удар на левом фланге, восточнее железной дороги; 2-я и 4-я роты гв. капитанов ИВАШИНА Петра Ивановича и НОВИКОВА Петра Ильича наступали справа, западнее ж/д.
В 13:30 полк начал атаку. На рубеже 1 км юго-восточнее Ивановский Выселок разгорелся танковый бой. Танки противника наступали под прикрытием авиации, артиллерии и небольших групп мотопехоты. По выходе с исходных позиций полк подвергся авианалету, в результате которого один МК-4 был разбит.
В бою личный состав полка показал образцы мужества и отваги. Так, во время атаки, комроты-2 гв. капитан ИВАШИН заметил, что откуда-то справа, из-за укрытия, ведет огонь противотанковое орудие, которое уже вывело из строя два «черчилля». Обнаружить орудие из танка и уничтожить его не представлялось возможным. Отведя танк в укрытие и взяв автомат, ИВАШИН вышел из танка. Подобравшись к немецкой пушке на близкое расстояние, ИВАШИН из автомата истребил расчет ПТО. Вернувшись в танк, ИВАШИН гусеницами раздавил подавленное им противотанковое орудие и продолжил бой, в ходе которого был тяжело ранен. Получив ранение, комроты-2 не покинул танк и продолжал танковый бой пока его танк не был подожжен. Экипаж вытащил своего геройского командира из горящего танка и вынес в укрытие.
Согласно Замулину, группа Зандига перешла железную дорогу южнее Ивановского Выселка в направлении Сторожевое. Им также приводится цитата из доклада ЛАГ в штаб 2 тк СС, из которой следует, что с 14.00 наступающие части ЛАГ попали под «сильный огонь танков из укрытий на склонах и с северо-западной окраины урочища Сторожевое», который «мешает дальнейшему продвижению вперед». Это вели огонь танки 169 тбр., огнем из засад поддерживавшие атаку 15 гв. ттпп.
Немецкая противотанковая артиллерия, оперативно развернутая у Ивановский Выселок, встретила медлительные «черчилли», идущие по раскисшей от прошедшего утром дождя земле, огнем в левый борт. В ходе боя получил тяжелую контузию исполняющий обязанности командира полка п-пк Фраков, находящийся в танке. Командование полком принял командир 2 тр гв. капитан Ивашин (командир 1 тр ст. л-т Корольков к моменту контузии и. о. комполка был смертельно ранен). Несмотря на явное превосходство сил противника, танкисты полка не отошли с достигнутого в ходе атаки рубежа и продолжали вести огневой бой с танками и артиллерией противника. В ходе продолжающегося боя Ивашин был тяжело ранен, а его танк подожжен. Командование полком принял командир 3 тр гв. капитан Николенко.
Яростный бой продолжается до позднего вечера. К 17.30, 3 вышедших из атаки «черчилля» становятся в оборону в роще, примыкающей к Сторожевому с севера, усилив обороняющуюся там 169 тбр. В прорыв, созданный боевой группой Зандига, вводятся части южного соседа «ЛАГ» — тд СС «Рейх». Танки Зандига переводятся за железную дорогу, в помощь группе Беккера, и ведут бои по овладению совхозом Комсомолец и высотой 241.6. Возможно, это объясняет отсутствие в донесении 15 гв. ттпп. о нанесенных противнику потерях данных о подбитых штурмовых орудиях: подбитые танки принадлежали «Рейх». Либо танкисты в своих донесениях не разделяли подбитую вражескую бронетехнику по классам, точно также как в немецких донесениях нет сведений о подбитых «черчиллях»
На 6.00 11.07.43 полк насчитывал 4 боеготовых танка, переданных в оперативное подчинение 26 тбр. и поставленных в засаду. То есть, помня вчерашний расстрел из ПТО со стороны Ивановский Выселок, было решено навязать противнику такой вид боя, в котором наши танки не попадут под губительный огонь замаскированных противотанковых орудий, а будут вести огневой бой с места с наступающими танками противника.
Командование над сводной группой «черчиллей» принял командир 3 роты гв. капитан Николенко И. Н. Об удачном выборе места засады и умелом применении «черчиллей» против превосходящих сил противника в тот день свидетельствует оперсводка № 29 на 18.00 от 11.07.43:
«1. 11.07.43 г. к 4.00 4 танка находились в засаде в р-не совхоза имени СТАЛИНА.
2. При атаке танков противника (15.00) — разбит 1 танк, эвакуировать который невозможно, 2 танка подбиты и эвакуированы с поля боя, 1 танк имеет технические неисправности и эвакуируется с поля боя (то есть танк находился в засаде в стороне от совхоза, поскольку немцы овладели им к 17.00, то есть за час до отправки оперсводки).
3. Вся подбитая и неисправная мат.часть эвакуируется в р-н расположения тылов дер. БАХТЕЕВКА.
4. За время атаки уничтожено 5 танков противника „ТИГР“ (по мнению Замулина, речь идет об экранированных Т-4).
5. За 11.07.43 г. потери людского состава — убито 2 чел.»
Согласно отчету о боевых действиях полка из фондов 8 гв. тк., цитируемых Замулиным в его исследовании «Засекреченная Курская битва. Неизвествые документы свидетельствуют», на находящиеся в засаде 4 «черчилля» двигались 6 «Т-4» при поддержке мотопехоты и артиллерии. Сам командир роты Николенко в бою лично уничтожил 2 танка и 2 орудия ПТО.
В книге приказов по полку безвозвратными потерями за 11 июля значатся 2 танка, оба из 2 тр. Второй, не упомянутый в оперсводке «безвозвратный» танк, по всей вероятности, один из двух подбитых в тот день, эвакуированный, но позже признанный не подлежащим восстановлению.
На 11.00 12.7.1943 года силами РТО полка восстановлено 2 танка, «требующих профилактического осмотра после перехода». Предположительно, это последние 2 из 6 отставших на марше 7.7.43 танков.
На 14.7. полк выведен из подчинения 26 тбр и сосредоточился в х. Андреевский, где для уцелевшего личного состава организована баня. Вечером этого же дня полк получает приказ совершить марш по маршруту Андреевский — Холодное — Призрачное — Красное. Все 6 имеющихся на 14.7 боеготовых «черчиллей» сведены в 3-ю роту гв. капитана Николенко.

## Командный состав полка

### Командиры полка
- Туренков Афанасий Семёнович, подполковник, 0.10.1942 — 29.11.1943 года.[5]
- Овсеевич Пётр Владимирович, майор, 07.12.1943, (убит 07.12.1943 — ОБД).[6]
- Кутин Василий Николаевич, подполковник, на 07.44 года[7]

### Начальники штаба полка
- Фраков Сергей Александрович, майор, подполковник (контужен 10.07.1943), 27.11.1942 — 09.12.1943 года[8][9]
- Волков Семён Никитович, майор, и. о.на 08.43, 10.1943 года[10]
- Морозов, подполковник, на 07.44 — 08.1944 года.
- Дячук Иван Нилович, капитан, на 10.44 — 12.1944 года[11]
- Новиков Петр Ильич, майор, на 05.1945 года.[12]

### Заместитель командира полка по строевой части
Овсеевич Пётр Владимирович, майор, 06.02.1943 — 07.12.1943, (убит 07.12.1943 убиты при бомбежке танкоремонтной мастерской в киевском районе Новая Дарница).

### Заместитель командира полка по технической части
Каменев Александр Осипович, майор, с 27.11.1942 года

## Награды и наименование
| Награда                      | Дата                                         | За что получена  |
| ---------------------------- | -------------------------------------------- | ---------------- |
| Почётное звание«Гвардейский» | Директивой ГШКА № Орг/3/305512 от 13.02.1944 | При формировании |

## Отличившиеся воины
| Награда | Ф.И.О                      | Должность                | Звание                    | Дата награждения и номер документа награждении | Примечания |
| ------- | -------------------------- | ------------------------ | ------------------------- | ---------------------------------------------- | ---------- |
|         | Логинов Анатолий Фёдорович | старший механик-водитель | старший техник-лейтенант  | 03.06.1944                                     |            |
|         | Мархеев Михаил Фёдорович   | командир роты танков     | гвардии старший лейтенант | 03.06.1944                                     |            |
|         | Тырин Георгий Михайлович   | командир танка           | гвардии старшина          | 03.06.1944                                     |            |